# Regió eclesiàstica Úmbria

Mapa de la regió eclesiàstica Úmbria a Itàlia

La regió eclesiàstica Úmbria és una de les setze regions eclesiàstiques en les que està dividit el territori de l'Església catòlica a Itàlia. El seu territori es correspon al de les regions administratives d'Úmbria de la República Italiana.

## La regió eclesiàstica avui

### Història
Superfície en km²: 9.129

Habitants: 843.181

Parròquies: 591

Nombre de sacerdots seculars: : 623

Nombre de sacerdots regulars: 428

Nombre de diaques permanents: 104

### Subdivisions
Aquesta regió eclesiàstica està composta per vuit diòcesis, repartides així:
- Arquebisbat de Perusa-Città della Pieve, Metropolitana, que té com a sufragànies:
  - Bisbat d'Assís-Nocera Umbra-Gualdo Tadino
  - Bisbat de Città di Castello
  - Bisbat de Foligno
  - Bisbat de Gubbio
- Arquebisbat de Spoleto-Norcia, immediatament subjecta a la Santa Seu
- Bisbat d'Orvieto-Todi, immediatament subjecta a la Santa Seu
- Bisbat de Terni-Narni-Amelia, immediatament subjecta a la Santa Seu

### Conferència episcopal d'Úmbria
La Conferència episcopal d'Úmbria té la seu a Assís.
- President: cardenal Gualtiero Bassetti, arquebisbe de Perusa-Città della Pieve
- Vicepresident: Domenico Sorrentino, arquebisbe-bisbe d'Assís-Nocera Umbra-Gualdo Tadino
- Secretari: Renato Boccardo, arquebisbe de Spoleto-Norcia

## Diòcesis suprimides d'Úmbria
- Bisbat d'Arna
- Bisbat de Bettona
- Bisbat de Bevagna
- Bisbat de Foro Flaminio
- Bisbat de Martana
- Bisbat d'Otricoli
- Bisbat de Spello
- Bisbat de Trevi